# Nyfeministene
Nyfeministene var en feministisk grupp i Oslo som bildades hösten 1970 på initiativ av medlemmar av Norsk Kvinnesaksforening efter att den amerikanska feministen Jo Freeman hållit ett möte vid universitetet i Oslo. Hösten 1971 bestod Nyfeministene i Oslo av 30 grupper med 5–10 kvinnor i varje grupp. Rörelsen var inte ett rent studentfenomen, utan många av medlemmarna hade erfarenhet som husmödrar och av dubbelarbete.
Liknande grupper, som också kallade sig Nyfeministene bildades även i andra norska städer och efterhand sökte dessa grupper kontakt med varandra. Omkring 1974 fanns sådana grupper i Trondheim, Bergen, Støren, Vadsø, Gjøvik, Kongsberg, Tønsberg, Åfjord, Porsgrunn, Namsos, Raufoss, Molde, Lillehammer, Harstad, Åga (i Rana kommun) och senare även i Stavanger/Sandnes, Fredrikstad, Larvik, Moss och Ski.
Nyfeministene utgav tidskriften Sirene.